# Gavrilă Vasilescu
Gavrilă Vasilescu ( 14 februarie 1946 - 2022) a fost un senator român în legislatura 2004-2008 ales în județul Botoșani pe listele partidului PUR care s-a transformat în PC în mai 2005. În cadrul activității sale parlamentare, Gavrilă Vasilescu a fost membru în grupurile parlamentare de prietenie cu Regatul Bahrein, Regatul Spaniei, Republica Belarus, Republica Argentina și Republica Austria. Gavrilă Vasilescu a fost membru în
următoarele comisii:
Comisii permanente 
- Comisia pentru cultură, artă și mijloace de informare în masă (din sep. 2007)
- Comisia juridică, de numiri, disciplină, imunități și validări
- Comisia specială pentru modificarea și completarea Regulamentului Senatului (din feb. 2007)
- Comisia pentru cercetarea abuzurilor, combaterea corupției și petiții (feb. 2006 - feb. 2007)
- Comisia pentru drepturile omului, culte și minorități (până în feb. 2006) - Secretar
- Comisia specială pentru modificarea și completarea Regulamentului Senatului (până în oct. 2005)

Comisii permanente comune 
- Comisia permanentă a Camerei Deputaților și Senatului privind Statutul deputaților și al senatorilor, organizarea și funcționarea ședințelor comune ale Camerei Deputaților și Senatului

Comisii speciale comune 
- Comisia comună a Camerei Deputaților și Senatului pentru elaborarea propunerii legislative privind alegerea Camerei Deputaților și a Senatului, a Președintelui României, alegerile autorităților administrației publice locale, finanțarea campaniilor electorale și alegerea europarlamentarilor (din mar. 2008)
- Comisia comună a Camerei Deputaților și Senatului pentru modificarea și completarea regulamentului ședințelor comune ale Camerei Deputaților și Senatului
- Comisia specială a Camerei Deputaților și Senatului pentru atribuirea timpilor de antenă în vederea alegerii membrilor din România în Parlamentul European

Gavrilă Vasilescu a înregistrat 544 de luări de cuvânt în 230 de ședințe parlamentare și a inițiat 54 de propuneri legislative, din care 7 au fost promulgate legi.   

## Legături externe
- Gavrilă Vasilescu Arhivat în 29 noiembrie 2014, la Wayback Machine. la cdep.ro

1. ↑  Odihnă veșnică, Gavrilă Vasilescu! Fostul secretar general al FMR a trecut în neființă la vârsta de 76 de ani., Federația Română de Minifotbal, 14 aprilie 2022